# Wereldkampioenschap superbike van Donington 2016
Het wereldkampioenschap superbike van Donington 2016 was de zevende ronde van het wereldkampioenschap superbike en het wereldkampioenschap Supersport 2016. De races werden verreden op 28 en 29 mei 2016 op Donington Park in North West Leicestershire, Verenigd Koninkrijk.

## Superbike

### Race 1
| Pos | Nr  | Rijder               | Constructeur | Rondes | Tijd         | Grid | Punten |
| --- | --- | -------------------- | ------------ | ------ | ------------ | ---- | ------ |
| 1   | 66  | Tom Sykes            | Kawasaki     | 23     | 34:04.276    | 1    | 25     |
| 2   | 34  | Davide Giugliano     | Ducati       | 23     | +2.869       | 5    | 20     |
| 3   | 1   | Jonathan Rea         | Kawasaki     | 23     | +9.808       | 4    | 16     |
| 4   | 2   | Leon Camier          | MV Agusta    | 23     | +13.747      | 8    | 13     |
| 5   | 69  | Nicky Hayden         | Honda        | 23     | +14.007      | 7    | 11     |
| 6   | 32  | Lorenzo Savadori     | Aprilia      | 23     | +14.640      | 3    | 10     |
| 7   | 81  | Jordi Torres         | BMW          | 23     | +16.337      | 6    | 9      |
| 8   | 60  | Michael van der Mark | Honda        | 23     | +16.535      | 12   | 8      |
| 9   | 17  | Karel Abraham        | BMW          | 23     | +36.874      | 11   | 7      |
| 10  | 13  | Anthony West         | Kawasaki     | 23     | +39.074      | 17   | 6      |
| 11  | 21  | Markus Reiterberger  | BMW          | 23     | +41.144      | 18   | 5      |
| 12  | 12  | Javier Forés         | Ducati       | 23     | +41.275      | 10   | 4      |
| 13  | 40  | Román Ramos          | Kawasaki     | 23     | +48.094      | 15   | 3      |
| 14  | 25  | Josh Brookes         | BMW          | 23     | +50.125      | 14   | 2      |
| 15  | 9   | Dominic Schmitter    | Kawasaki     | 23     | +1:18.008    | 18   | 1      |
| 16  | 119 | Paweł Szkopek        | Yamaha       | 23     | +1:29.605    | 22   |        |
| 17  | 11  | Saeed Al Sulaiti     | Kawasaki     | 22     | +1 ronde     | 21   |        |
| 18  | 10  | Imre Tóth            | Yamaha       | 21     | +2 ronden    | 23   |        |
| DNF | 99  | Luca Scassa          | Ducati       | 16     | Uitgevallen  | 16   |        |
| DNF | 7   | Chaz Davies          | Ducati       | 14     | Ongeluk      | 2    |        |
| DNF | 15  | Alex de Angelis      | Aprilia      | 13     | Ongeluk      | 13   |        |
| DNF | 94  | Matthieu Lussiana    | BMW          | 9      | Uitgevallen  | 20   |        |
| DNF | 6   | Cameron Beaubier     | Yamaha       | 0      | Ongeluk      | 9    |        |
| DNS | 22  | Alex Lowes           | Yamaha       | 0      | Niet gestart |      |        |
| DNS | 86  | Sheridan Morais      | Kawasaki     | 0      | Niet gestart |      |        |

### Race 2
| Pos | Nr  | Rijder               | Constructeur | Rondes | Tijd         | Grid | Punten |
| --- | --- | -------------------- | ------------ | ------ | ------------ | ---- | ------ |
| 1   | 66  | Tom Sykes            | Kawasaki     | 23     | 33:55.601    | 1    | 25     |
| 2   | 1   | Jonathan Rea         | Kawasaki     | 23     | +2.017       | 4    | 20     |
| 3   | 7   | Chaz Davies          | Ducati       | 23     | +4.437       | 2    | 16     |
| 4   | 32  | Lorenzo Savadori     | Aprilia      | 23     | +6.423       | 3    | 13     |
| 5   | 2   | Leon Camier          | MV Agusta    | 23     | +11.808      | 8    | 11     |
| 6   | 69  | Nicky Hayden         | Honda        | 23     | +12.455      | 7    | 10     |
| 7   | 34  | Davide Giugliano     | Ducati       | 23     | +24.212      | 5    | 9      |
| 8   | 60  | Michael van der Mark | Honda        | 23     | +25.931      | 12   | 8      |
| 9   | 25  | Josh Brookes         | BMW          | 23     | +26.512      | 14   | 7      |
| 10  | 6   | Cameron Beaubier     | Yamaha       | 23     | +26.955      | 9    | 6      |
| 11  | 81  | Jordi Torres         | BMW          | 23     | +29.684      | 6    | 5      |
| 12  | 13  | Anthony West         | Kawasaki     | 23     | +35.433      | 17   | 4      |
| 13  | 40  | Román Ramos          | Kawasaki     | 23     | +35.862      | 15   | 3      |
| 14  | 12  | Javier Forés         | Ducati       | 23     | +39.240      | 10   | 2      |
| 15  | 15  | Alex de Angelis      | Aprilia      | 23     | +45.790      | 13   | 1      |
| 16  | 21  | Markus Reiterberger  | BMW          | 23     | +46.252      | 18   |        |
| 17  | 99  | Luca Scassa          | Ducati       | 23     | +56.488      | 16   |        |
| 18  | 9   | Dominic Schmitter    | Kawasaki     | 23     | +1:18.282    | 19   |        |
| 19  | 119 | Paweł Szkopek        | Yamaha       | 23     | +1:23.479    | 22   |        |
| DNF | 11  | Saeed Al Sulaiti     | Kawasaki     | 11     | Uitgevallen  | 21   |        |
| DNF | 10  | Imre Tóth            | Yamaha       | 6      | Uitgevallen  | 23   |        |
| DNF | 94  | Matthieu Lussiana    | BMW          | 5      | Uitgevallen  | 20   |        |
| DNF | 17  | Karel Abraham        | BMW          | 0      | Uitgevallen  | 11   |        |
| DNS | 22  | Alex Lowes           | Yamaha       | 0      | Niet gestart |      |        |
| DNS | 86  | Sheridan Morais      | Kawasaki     | 0      | Niet gestart |      |        |

## Supersport
| Pos | Nr  | Rijder                | Constructeur | Rondes | Tijd           | Grid | Punten |
| --- | --- | --------------------- | ------------ | ------ | -------------- | ---- | ------ |
| 1   | 1   | Kenan Sofuoğlu        | Kawasaki     | 20     | 30:29.814      | 1    | 25     |
| 2   | 2   | P.J. Jacobsen         | Honda        | 20     | +1.569         | 2    | 20     |
| 3   | 21  | Randy Krummenacher    | Kawasaki     | 20     | +3.775         | 5    | 16     |
| 4   | 4   | Gino Rea              | MV Agusta    | 20     | +7.204         | 7    | 13     |
| 5   | 81  | Luke Stapleford       | Triumph      | 20     | +7.576         | 3    | 11     |
| 6   | 111 | Kyle Smith            | Honda        | 20     | +11.323        | 8    | 10     |
| 7   | 25  | Alex Baldolini        | MV Agusta    | 20     | +11.846        | 4    | 9      |
| 8   | 16  | Jules Cluzel          | MV Agusta    | 20     | +15.008        | 13   | 8      |
| 9   | 86  | Ayrton Badovini       | Honda        | 20     | +15.215        | 6    | 7      |
| 10  | 87  | Lorenzo Zanetti       | MV Agusta    | 20     | +19.492        | 9    | 6      |
| 11  | 64  | Federico Caricasulo   | Honda        | 20     | +19.681        | 15   | 5      |
| 12  | 61  | Alessandro Zaccone    | Kawasaki     | 20     | +20.152        | 11   | 4      |
| 13  | 55  | Illia Mykhalchyk      | Kawasaki     | 20     | +20.252        | 10   | 3      |
| 14  | 44  | Roberto Rolfo         | MV Agusta    | 20     | +29.140        | 20   | 2      |
| 15  | 78  | Hikari Okubo          | Honda        | 20     | +34.652        | 16   | 1      |
| 16  | 71  | Christoffer Bergman   | Honda        | 20     | +34.782        | 21   |        |
| 17  | 47  | Axel Bassani          | Kawasaki     | 20     | +37.813        | 19   |        |
| 18  | 89  | Andrew Irwin          | Yamaha       | 20     | +38.218        | 17   |        |
| 19  | 41  | Aiden Wagner          | MV Agusta    | 20     | +47.846        | 29   |        |
| 20  | 63  | Zulfahmi Khairuddin   | Kawasaki     | 20     | +48.640        | 22   |        |
| 21  | 77  | Kyle Ryde             | MV Agusta    | 20     | +49.212        | 26   |        |
| 22  | 96  | Javier Orellana       | Honda        | 20     | +1:00.765      | 33   |        |
| 23  | 74  | Jaimie van Sikkelerus | Yamaha       | 20     | +1:00.942      | 28   |        |
| 24  | 10  | Nacho Calero          | Kawasaki     | 20     | +1:04.553      | 24   |        |
| 25  | 35  | Stefan Hill           | Honda        | 20     | +1:05.015      | 23   |        |
| 26  | 23  | Cédric Tangre         | Suzuki       | 20     | +1:09.420      | 25   |        |
| 27  | 6   | Davide Stirpe         | Kawasaki     | 20     | +1:17.153      | 30   |        |
| 28  | 83  | Lachlan Epis          | Kawasaki     | 20     | +1:17.383      | 27   |        |
| 29  | 12  | Christopher Gobbi     | Yamaha       | 19     | +1 ronde       | 31   |        |
| 30  | 7   | Angelo Licciardi      | Kawasaki     | 19     | +1 ronde       | 35   |        |
| DNF | 69  | Ondřej Ježek          | Kawasaki     | 8      | Schade ongeluk | 12   |        |
| DNF | 11  | Christian Gamarino    | Kawasaki     | 6      | Uitgevallen    | 14   |        |
| DNF | 88  | Nicolás Terol         | MV Agusta    | 3      | Uitgevallen    | 18   |        |
| DNF | 50  | Braeden Ortt          | Honda        | 2      | Ongeluk        | 32   |        |
| DNS | 68  | Glenn Scott           | Honda        | 0      | Niet gestart   |      |        |

## Tussenstanden na wedstrijd

### Superbike
| Pos | Nr | Rijder               | Team     | Punten |
| --- | -- | -------------------- | -------- | ------ |
| 1   | 1  | Jonathan Rea         | Kawasaki | 293    |
| 2   | 66 | Tom Sykes            | Kawasaki | 237    |
| 3   | 7  | Chaz Davies          | Ducati   | 231    |
| 4   | 34 | Davide Giugliano     | Ducati   | 147    |
| 5   | 60 | Michael van der Mark | Honda    | 141    |

### Supersport
| Pos | Nr  | Rijder             | Team      | Punten |
| --- | --- | ------------------ | --------- | ------ |
| 1   | 1   | Kenan Sofuoğlu     | Kawasaki  | 121    |
| 2   | 21  | Randy Krummenacher | Kawasaki  | 95     |
| 3   | 2   | P.J. Jacobsen      | Honda     | 76     |
| 4   | 16  | Jules Cluzel       | MV Agusta | 75     |
| 5   | 111 | Kyle Smith         | Honda     | 68     |

1988 · 1989 · 1990 · 1991 · 1992 · 1993 · 1994 (I) · 1994 (II) · 1995 · 1996 · 1997 · 1998 · 1999 · 2000 · 2001 · 2007 · 2008 · 2009 · 2011 · 2012 · 2013 · 2014 · 2015 · 2016 · 2017 · 2018 · 2019 · 2021 · 2022 · 2023 · 2024 · 2025